# Pisacorbata

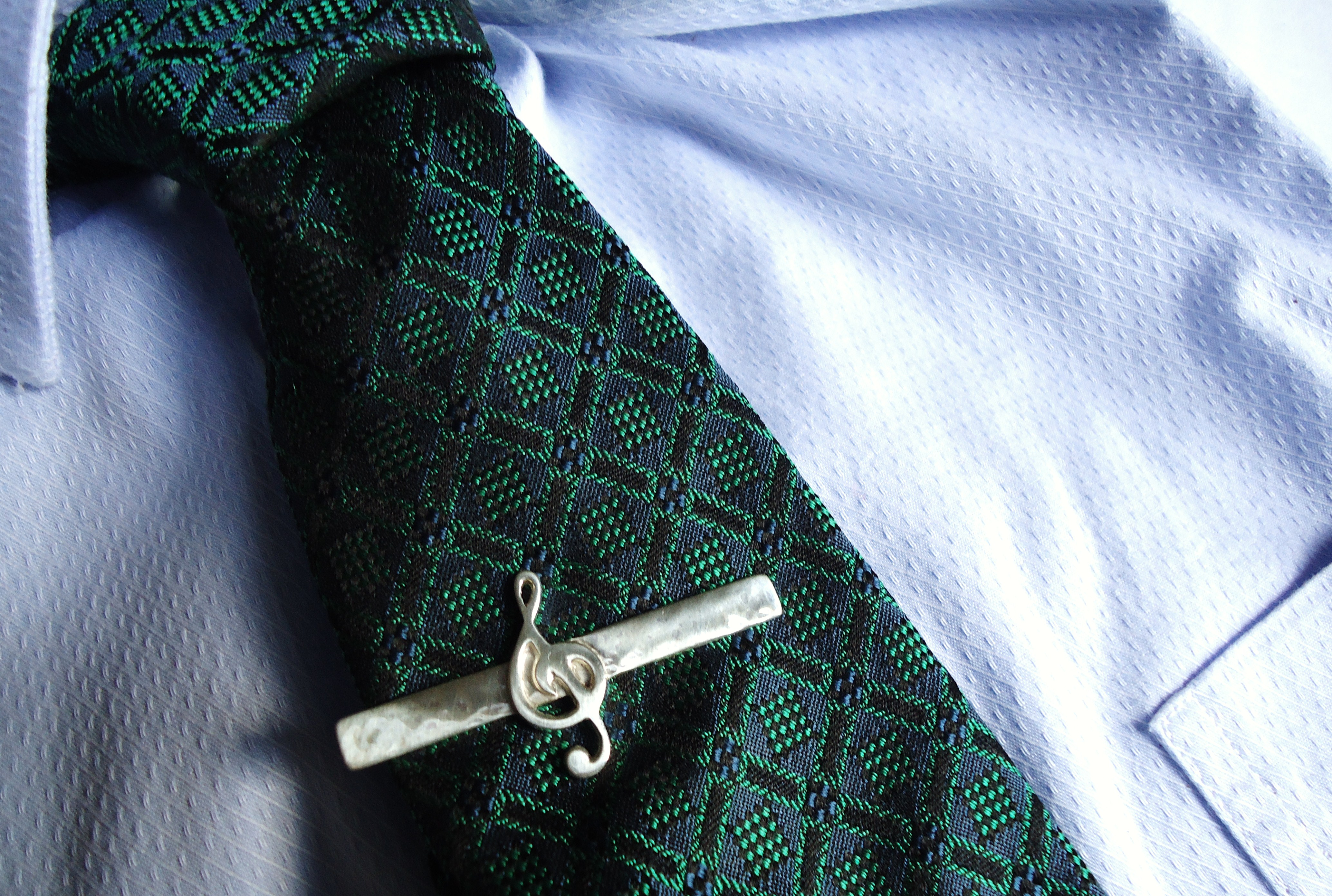
Pisacorbata

Un alfiler de corbata, pisacorbata, pasador de corbata o pisacorbatas es un accesorio que fija la corbata a la camisa, evitando que bascule y asegurando que la corbata cuelgue recta, dando lugar a un aspecto aseado y de uniforme. Haciéndose prominente su uso en los años 20, el pisacorbata es usado típicamente por profesionales que usan corbata durante el ejercicio de su profesión.

## Diseño

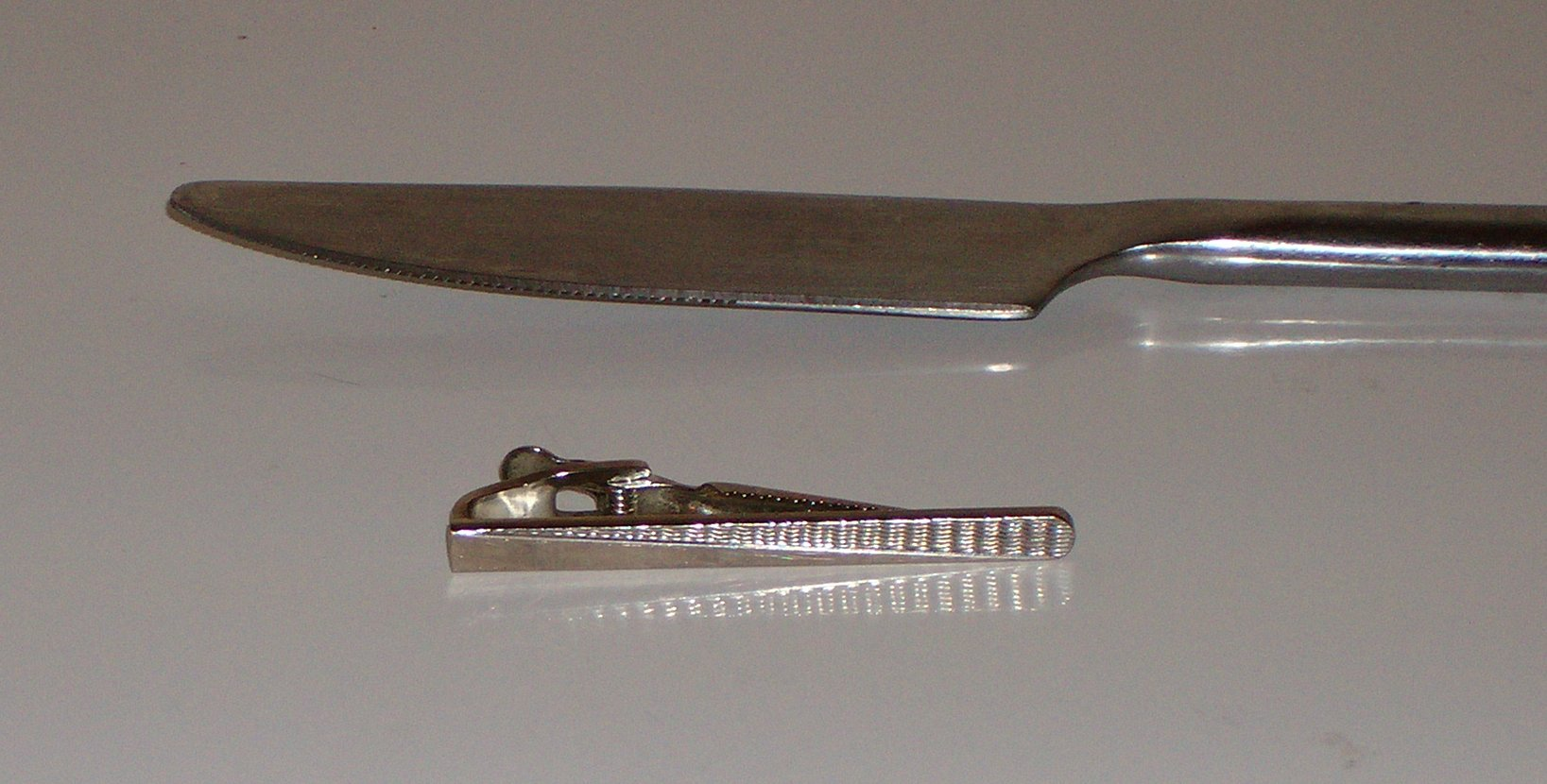
Pisacorbata (en primer plano).

Los pisacorbatas suelen ser de metal y tienen a menudo patrones decorativos. Algunos pisacorbatas muestran un pequeño símbolo o logotipo indicando que su portador es miembro de un club o una afiliación, del mismo modo que a menudo lo tiene la corbata o algún otro símbolo conmemorativo. Existen también pisacorbata hechos de cuero.
Existen diversos sistemas de pisacorbatas, siendo los más comunes aquellos que se asemejan a una pinza, con una barra que va al frente de la corbata, generalmente con un motivo de decoración, en tanto que tienen unido un brazo articulado que posee una mordaza, ajustado con un resorte, que ejerce presión por detrás de la camisa. Otro de los modelos es aquel realizado en una sola pieza de metal (que suele ser precioso), con forma de U cerrándose hacía sus extremos en la parte posterior, y casi en el final se vuelve a separar. Tal como los anteriores, en la cara anterior, que queda por encima de la corbata suele tener alguna decoración.

## Pin de corbata
Un dispositivo similar de control es el pin de corbata, que atraviesa la corbata fijándola directamente a la camisa o a una cadena, la cual se desliza a través de un agujero de botón de la camisa. Es más sutil, pues su tamaño es mucho más pequeño que un pisacorbata. Sin embargo, el pin dañará inevitablemente la corbata al tener que perforarla.

## Cadena de corbata
La cadena de corbata es otra opción para mantener las corbatas bajo control. Este accesorio se compone de dos piezas: una doble barra y una cadena (típicamente de oro o de plata). La barra se fija a un botón de la camisa y cuando es usada correctamente queda cubierta por la corbata. La cadena se desliza a través de la corbata, manteniéndola fija. No es muy común en el mundo de los negocios, sino que aparece con más frecuencia en situaciones más formales.